# 塔達塔大
塔達塔大（撒奇萊雅語：Tadatadah；阿美語：Tadatadah），又稱捉弄鬼，是台灣撒奇萊雅族傳說中的一種行小惡鬼，喜歡捉弄他人，甚至讓人遇到危險。

## 外表
塔達塔大的身高很矮，身穿黃色的衣服，但也有說法認為祂們的皮膚本來就是黃色的。另外在阿美族(特別是南勢群)的鬼信仰當中，塔達塔大則是一種舌形鬼火，類似於漢人所說的綠野鬼:49。

## 傳說
塔達塔大喜歡迷惑他人的心智、誘人失蹤，並讓人身處危險的地方，如有失蹤一個禮拜的老人在刺竹裡被發現、小孩在無法上去的檳榔葉梢上哭、還有出去找牧草給牛吃的女孩受困於離地20公尺高的山崖凹洞上，失蹤者往往在塔達塔大離開後才能回神過來，並且感到害怕。
此外，塔達塔大也會騷擾睡夢中的人，如讓有人睡在上面的牛車轉向或搬到別的地方、或是在門已經上鎖的房屋中出現在有人躺著的床邊，且當事人會覺得夜晚的房間就跟白天一樣亮。

## 習俗
在撒奇萊雅族的習俗中，如果要抵禦塔達塔大，可以在祂們出現的時候排泄或放屁，讓塔達塔大不敢接近，或是用力踢樹，命令祂進去樹裡，便不會受到危害，而那棵樹也會很快枯死。

## 類似傳說
塔達塔大跟魔神仔、神隱或拉里麼納呵的傳說十分類似。